# Heligmonevra laevis
Heligmonevra laevis är en tvåvingeart som beskrevs av Engel 1927. Heligmonevra laevis ingår i släktet Heligmonevra och familjen rovflugor. Inga underarter finns listade i Catalogue of Life.